# Niphocona alboapicalis
Niphocona alboapicalis là một loài bướm đêm trong họ Noctuidae.